# Liste des évêques de Savannah
La liste des évêques de Savannah recense les noms des évêques qui se sont succédé sur le siège épiscopal de Savannah en Georgie, aux États-Unis depuis la création du diocèse de Savannah par Pie IX le 3 juillet 1850, par détachement de ceux de Charleston et de Mobile.
Il change de dénomination le 5 janvier 1937 pour devenir le diocèse de Savannah-Atlanta, mais redevient le diocèse de Savannah (Dioecesis Savannensis)  le 2 juillet 1956 à l'occasion d'une scission qui voit la création du diocèse d'Atlanta. L'église-mère du diocèse est la cathédrale Saint-Jean-Baptiste de Savannah.

## Évêques
- 23 juillet 1850-† 20 septembre 1854 : Francis Gartland (Francis Xavier Gartland)
- 20 septembre 1854-9 janvier 1857 : siège vacant
- 9 janvier 1857-† 19 novembre 1859 : John Barry
- 19 novembre 1859-14 juillet 1861 : siège vacant
- 14 juillet 1861-11 mars 1870 : John Verot (John Marcellus Peter Augustine Verot)
- 11 mars 1870-20 juin 1874 : Ignatius Persico (Ignatius Camillus William Mary Peter Persico)
- 14 février 1873-1er février 1885 : William Gross (William Hickley Gross)
- 1er février 1885-26 mars 1886 : siège vacant
- 26 mars 1886-† 29 juillet 1899 : Thomas Becker (Thomas Albert Andrew Becker)
- 2 avril 1900-18 mars 1922 : Benjamin Keiley (Benjamin Joseph Keiley)
- 27 juin 1922-23 septembre 1935 : Michaël Keyes (Michael Joseph Keyes), nommé évêque titulaire d'Aréopolis (de)
- 26 novembre 1935-12 novembre 1959 : Gérald O'Hara (Gérald Patrick Aloysius O'Hara), évêque de Savannah-Atlanta du 5 janvier 1937 au 2 juillet 1956; redevient évêque de Savannah à cette date.
- 2 mars 1960-1er mars 1967 : Thomas McDonough (Thomas Joseph McDonough)
- 31 mai 1967-7 novembre 1972 : Gérard Frey (Gérard Louis Frey)
- 5 mars 1973-7 février 1995 : Raymond Lessard (Raymond William Lessard)
- 7 février 1995-19 juillet 2011 : John Boland (John Kevin Boland)
- 19 juillet 2011-5 mars 2020 : Gregory Hartmayer (Gregory John Hartmayer), O.F.M.Conv, transféré à Atlanta
- depuis le 8 juillet 2020 : Stephen Douglas Parkes (en)

## Source
- (en) Page du diocèse, sur Catholic-Hierarchy